# Sebastião Patrus de Souza
Sebastião Patrus de Souza foi um político brasileiro do estado de Minas Gerais. Foi deputado estadual em Minas Gerais, durante o período de 1955 a 1959 (3ª Legislatura), pelo PST.